# Радосвета Василева
Радосвета Василева Василева (родена на 12 май 1956 г.) е българска театрална, филмова, телевизионна и озвучаваща актриса.

## Биография
Родена е на 12 май 1956 г. в София.
През 1979 г. завършва актьорско майсторство за драматичен театър във ВИТИЗ „Кръстьо Сарафов“ в класа на професор Димитрина Гюрова и доцент Богдан Сърчаджиев. След това започва да играе в театъра, телевизионни продукции и няколко игрални филма. В периода 1979 – 1984 г. играе на сцената на Драматичен театър „Н. О. Масалитинов“ в Пловдив. От 1984 г. е на щат в Театър „Българска армия“.
Тя и първата българска актриса, изиграла Жана д'Арк в ораторията „Жана д'Aрк на клада“ на Пол Клодел и Артур Онегер.

## Кариера на озвучаваща актриса
Василева се занимава и с озвучаване на филми и сериали от началото на 90-те години. По-известни заглавия с нейно участие са „В името на любовта“, „Женени с деца“ (дублаж на Медиа Линк), „Сексът и градът“, „24“ (сезони 1–3), „Щитът“, „Клъцни/Срежи“, „Грозната Бети“ и „Никита: Отмъщението“ (сезони 1–2).
| Актриса        | Заглавия | Роли                                                                        |
| -------------- | --- | --------------------------------------------------------------------------- |
| Аналин Маккорд | Грозната Бети Клъцни/Срежи | Петра Идън Лорд                                                             |
| Дарлийн Лав    | Смъртоносно оръжие 2 (дублаж на Брайт Айдиас) Смъртоносно оръжие 3 (дублаж на Брайт Айдиас) | Триш Мъртоу                                                                 |
| Даян Кийтън    | Бащата на булката Бащата на булката 2 Невъзможно твой (дублаж на bTV) Камъкът на раздора | Нина Банкс Ерика Бари Сибил Стоун                                           |
| Кати Бейтс     | Титаник (дублаж на bTV) Черното тефтерче (дублаж на bTV) Фред Клаус | Маргарет „Моли“ Браун Кипи Кан Баба Коледа                                  |
| Ким Катрал     | Сексът и градът Сексът и градът (филм) Сексът и градът 2 Прекият път към щастието | Саманта Джоунс Констанс Хъри                                                |
| Лили Томлин    | Селяндури в Бевърли Хилс (дублаж на Медиа Линк) Хлапакът | Госпожица Джейн Хатауей Джанет                                              |
| Лори Лафлин    | Загадки при разпродажба: Виновен до доказване на противното (дублаж на Медиа Линк) Загадки при разпродажба: Убийство като по роман (дублаж на Медиа Линк) Загадки при разпродажба: Изкуството да убиваш (дублаж на Медиа Линк) | Дженифър Шанън                                                              |
| Маги Кю        | Умирай трудно 4 Никита: Отмъщението (в първи и втори сезон) | Май Лин Никита                                                              |
| Мерил Стрийп   | Да защитиш живота си Смъртта ѝ прилича (дублаж на Медиа Линк) Дивата река (дублаж на Медиа Линк) Дяволът носи Прада Извличане (дублаж на bTV) Джули и Джулия (дублаж на bTV)                                                   | Джулия Мадлин Ащън Гейл Хартман Миранда Прийстли Корийн Уитман Джулия Чайлд |
| Сара Кларк     | Сексът и градът 24 | Мелинда Питърс Нина Майърс                                                  |
| Сюзън Сарандън | Малки жени (дублаж на bTV) Втората майка (дублаж на bTV) Елизабеттаун (дублаж на Арс Диджитал Студио) Спийд Рейсър Тами | Маргарет „Марми“ Марч Джаки Харисън Холи Бейлър Мама Рейсър Пърл Балзън     |
| Упи Голдбърг   | Корина, Корина (дублаж на Андарта Студио) Един рицар в Камелот Как Стела откри любовта Океанът на живота | Корина Уошингтън Д-р Вивиън Морган/Сър Шеф Дилайла Ейбрахам Кенди Блис      |

## Други дейности
Василева е член на фондация „Академия Аскеер“ от 1991 г. Член на САБ (1979).

## Награди
- Награда за млада актриса на Съюза на артистите – за ролята на Полина в „Доходно място“ на Александър Островски (1981)
- Награда „Максим“ за водеща женска роля (Младата госпожа в „Хоровод“ на Шницлер (2002)
- Награда „Максим“ за водеща женска роля (Елизабет Тюдор в „Елизабет или кралицата девственица“ на Кристиан Симеон (2004).

## Театрални роли
- „Доходно място“ (Островски) – Полина
- „Дванайсета нощ“ – Виола
- „Години на странстване“ – Люся Бадер

## Телевизионен театър
- „Гълъб за сърдечни послания“ (1989) (Неда Антонова)
- „Мерцедес за продан“ (1986) (Венцислав Кулев) – приятелката на сина
- „Под тревожните върхове“ (1986) (Драгомир Асенов)
- „Стълбата“ (1986) (Самуил Альошин)
- „Прах в очите“ (1985) (от Йожен Лабиш, реж. Асен Траянов) – Емелин
- „Влияние на гама-лъчите върху лунните невени“ (1980)
- „Определено за събаряне“ (Тенеси Уилямс) (1979)

## Филмография
| Година | Филми/Сериали                                       | Роля                 |  |
| ------ | --------------------------------------------------- | -------------------- |  |
| 2019   | Снимка с Юки                                        |                      |  |
| 2018   | Откраднат живот – (шести сезон)                     | Фани, майка на Кая   |  |
| 2012   | Къде е Маги? – (51 серии)                           |                      |  |
| 2004   | Смисълът на живота                                  |                      |  |
| 2002   | Подгряване на вчерашния обед – Македония / България | Ерна                 |  |
| 1989   | Ако не в този живот                                 | журналистката Ивайла |  |
| 1988   | АкаТаМус                                            | Светка               |  |
| 1988   | Юлия                                                | археоложката Юлия    |  |
| 1987   | Убийства                                            |                      |  |
| 1986   | Да откриеш Троя                                     | Емилия               |  |
| 1980   | Двойникът                                           | Шивачева             |  |
| 1977   | Авантаж                                             | учителката           |  |